# The Saw Doctors
I Saw Doctors sono un gruppo folk rock irlandese formatosi a Tuam, Contea di Galway,  nel 1986.
Il loro nome deriva da quello degli artigiani ambulanti che una volta viaggiavano di segheria in segheria 
per affilare e riparare le seghe. I Saw Doctors hanno molti fans, particolarmente in Irlanda e fra la popolazione di origine irlandese che vive negli Stati Uniti. Con "I Useta Lover" possiedono il record di vendite di un singolo per l'Irlanda: il brano rimase in testa alle classifiche irlandesi per nove settimane nel 1990.

## Storia del gruppo
I Saw Doctors si sono formati nel 1986 per iniziativa di Leo Moran (un ex membro di un gruppo reggae di Tuam ormai disciolto, i Too Much for the White Man), di Davy Carton (in precedenza cantautore e chitarrista con il gruppo punk Blaze X di Tuam, che ebbe vita breve) e della cantante locale Mary O' Connor. Il trio iniziò con dei concerti in piccoli locali, come l'Imperial Hotel di Tuam. 
La O' Connor lasciò i Saw Doctors l'anno seguente per emigrare a Londra; Carton e Moran invece aggiunsero altri musicisti e continuarono con la band.
Leo Moran e Davy Carton sono stati le uniche presenze costanti nei Saw Doctors, non abbandonando mai il gruppo. 
Tra gli ex componenti troviamo il cantante, chitarrista e mandolinista John "Turps" Burke; il bassista Pearse Doherty; il tastierista e fisarmonicista Tony Lambert; il tastiera e chitarrista Derek Murray e i batteristi Padraig Stevens, John Donnelly, Jim Higgins e Fran Breen. La frequenza dei cambiamenti di formazione dei Saw Doctors è in parte dovuta alla grande varietà di influenze musicali (comprendenti pop, punk, rock 'n' roll e musica irlandese tradizionale) che caratterizza la band.
Attualmente, i Saw Doctors sono Leo Moran (voce, chitarra), Davy Carton (voce, chitarra), Kevin Duffy (tastiere), Anthony Thistlethwaite (basso, sassofono) e Eímhín Craddock (batteria).

## Formazione

### Formazione attuale
- Leo Moran - voce e chitarra
- Davy Carton - voce e chitarra
- Kevin Duffy - tastiere
- Anthony Thistlethwaite - basso e sassofono
- Eímhín Craddock - batteria

### Ex componenti
- Fran Breen
- John "Turps" Burke
- Pearse Doherty
- John Donnelly
- Jim Higgins
- Tony Lambert
- Derek Murray
- Mary O'Connor
- Padraig Stevens

## Discografia

### Album registrati in studio
- 1991 - "If This Is Rock and Roll, I Want My Old Job Back"
- 1992 - "All the Way from Tuam"
- 1996 - "Same Oul' Town"
- 1998 - "Songs from Sun Street"
- 2002 - "Villains?"
- 2006 - "The Cure"
- 2007 - "That Takes the Biscuit"
- 2010 - "The Further Adventures of... The Saw Doctors"

### Album registrati dal vivo
- 2004 - "Live in Galway"
- 2005 - "New Year's Day"

### Raccolte
- 1997 - "Sing A Powerful Song"
- 2002 - "Play It Again, Sham!"